# Zumala cingalensis
Zumala cingalensis är en insektsart som beskrevs av Walker, F. 1869. Zumala cingalensis ingår i släktet Zumala och familjen vårtbitare. Inga underarter finns listade i Catalogue of Life.